# Антон Буттіджидж
Антон Буттіджидж (мальт. Anton Buttiġieġ; 19 лютого 1912, о. Гоцо — 5 травня 1983) — мальтійський державний діяч, президент Мальти (1976–1981).

## Біографія
Антон Буттіджидж здобув освіту в Університеті Мальти, ставши бакалавром мистецтв в 1934 і доктором права в 1940. Був тричі одружений. Дві його дружини померли під час шлюбу, переживання цієї трагедії стало одним з мотивів лірики Буттіджиджа. Від першого шлюбу у Буттіджиджа залишилося троє дітей. Починав свою кар'єру як адвокат. Під час Другої світової війни Буттіджидж служив інспектором поліції. Пізніше був судовим репортером у газеті «Times of Malta», а потім перейшов на редакторську роботу в «The Voice of Malta», де залишався до 1970.

## Політична кар'єра
Почав політичну кар'єру 1955 року, обраний до Палати представників Мальти від Лейбористської партії. З цього часу він незмінно залишався депутатом усіх скликань мальтійського парламенту аж до свого добровільного виходу з депутатського корпусу 1976 року. Буттіджидж був активним членом Лейбористської партії, недовгий час був її головою в 1959–1961, а в 1962–1976 — заступником лідера партії. Був активним борцем за незалежність Мальти, делегатом Конституційної конференції в Лондоні в 1958–1964.

## Державна кар'єра
Заступник прем'єр-міністра і міністр юстиції Мальти в 1971–1976. Президент Мальти в 1976–1981.

## Поетична творчість
Буттіджидж випустив низку поетичних збірок. Він писав як ліричні вірші, так і хайку і танки. Його творчість удостоєна кількох міжнародних і мальтійських літературних премій.